# Vincenzo Ruffo (compositore)
Vincenzo Ruffo (Verona, 1508 circa – Sacile, 9 febbraio 1587) è stato un compositore italiano del periodo rinascimentale.

## Biografia
Vincenzo Ruffo nacque a Verona, dove si fece prete nel 1531. Pubblicò il suo primo libro di musica nel 1539, e si pensa che sia stato il primo italiano a pubblicare una messa nel 1542. Nel 1542 si trasferì anche a Milano a lavorare per Alfonso d'Avalos, all'epoca governatore della città lombarda. Quando d'Avalos fu richiamato a Madrid nel 1546, Ruffo ritornò a Verona, dove diresse l'Accademia Filarmonica della città nel 1551-1552 e nel 1554 diventò maestro del coro della cattedrale. 
Nel 1558 viene stampato a Venezia, presso Antonio Gardano, un suo libro di 25 madrigali a 5 voci dal nome "Opera nova di musica intitolata Armonia Celeste".
La sua musica in questo periodo fu fortemente influenzata dalla scuola franco-fiamminga, ma quando nel 1563 diventò maestro del Duomo di Milano sotto Carlo Borromeo, iniziò a comporre nello stile Tridentino di cui Borromeo era un grande sostenitore. Nel 1572 diventò maestro a Pistoia, quindi a Milano nuovamente e morì nel 1587 mentre ricopriva la carica di maestro del Duomo di Sacile.
Tra i suoi allievi ebbe il maestro di cappella Matteo Asola.